# La ciudad de las ilusiones
La ciudad de las ilusiones (título original City of Illusions) es una novela de ciencia ficción de Ursula K. Le Guin, publicada por primera vez en 1967.
La primera edición en español es de febrero de 1974, traducido por María Victoria Suárez y con una cubierta de Óscar Díaz.

## Síntesis
El protagonista de esta novela es un hombre maduro, que de pronto se encuentra solo en una espesa floresta, sin lograr saber de dónde proviene y quién es. Los ojos de este hombre no son humanos. 
Las gentes del bosque lo cuidan como si se tratara de un niño, le enseñan a hablar y le transmiten todo lo que saben, pero nadie puede resolver el enigma de su pasado. 
Finalmente tiene que partir en una peligrosa búsqueda. 
Cuando alcance a llegar a la ciudad de Estoch, descubrirá su auténtica identidad y entrará en un peligroso universo.